# George Southall
Montford George Southall (17 de julio de 1907-2 de mayo de 1993) fue un deportista británico que compitió en ciclismo en la modalidad de pista. Fue hermano del también ciclista Frank Southall.
Participó en los Juegos Olímpicos de Ámsterdam 1928, obteniendo una medalla de bronce en la prueba de persecución por equipo.

## Medallero internacional
| Juegos Olímpicos | Juegos Olímpicos         | Juegos Olímpicos  | Juegos Olímpicos        |
| Año              | Lugar                    | Medalla           | Competición             |
| ---------------- | ------------------------ | ----------------- | ----------------------- |
| 1928             | Ámsterdam (Países Bajos) | Medalla de bronce | Persecución por equipos |